# Démographie des Philippines
Cet article contient des statistiques sur la démographie des Philippines.

## Évolution de la population

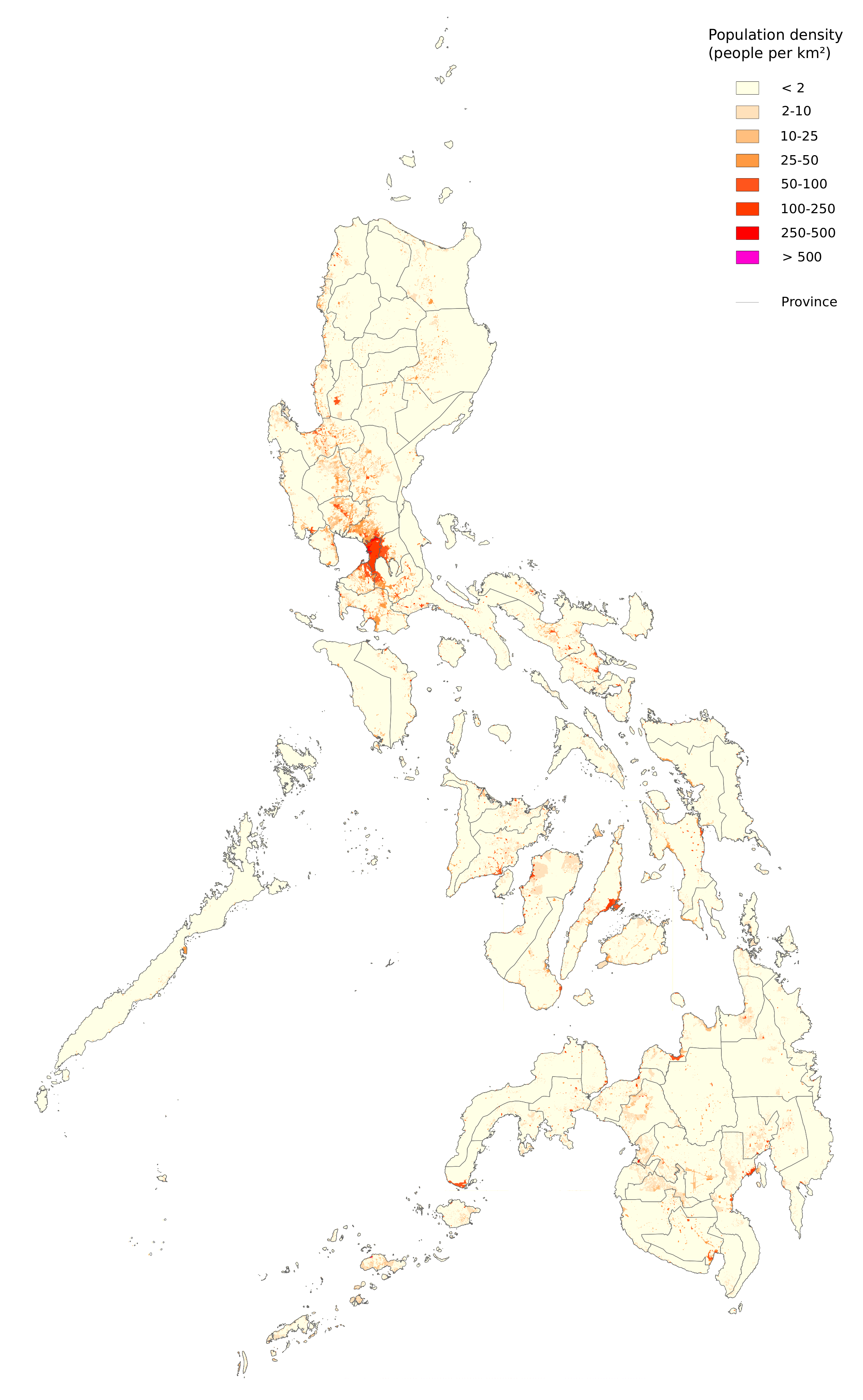
Densité de population aux Philippines (2010)

Le premier recensement dans les Philippines a eu lieu en 1591, sur la base des hommages recueillis par la puissance coloniale. Sur cette base il a été estimé qu'environ 666 712 personnes vivaient dans les îles. 
En 1600, les autorités espagnoles ont effectué un comptage de la population à partir des registres paroissiaux. En 1799, le frère Manuel Buzeta estimait le nombre d'habitants à 1 502 574. 
Le premier recensement officiel n'a été effectué qu'en 1878, donnant le chiffre de 6 163 600 habitants. Il a été suivi par les recensements de 1887 et 1898, s'élevant respectivement à 6 984 727 et 7 832 719 habitants.
La guerre hispano-américaine coûte la vie à près d'un million de Philippins (sur une population d'environ 6 000 000) et le recensement de 1903 réalisé par les autorités américaines donne un chiffre de 7 635 426 personnes, dont 56 138 ressortissants nés à l'étranger. Un second recensement des autorités américaines a lieu en 1920 et donne un résultat de 10 314 310 habitants. Le recensement de 1939 montre une forte reprise, avec une population de 16 000 303 habitants.
| 1960       | 1970       | 1975       | 1980       | 1990       | 1995       | 2000       | 2007       | 2010       |
| ---------- | ---------- | ---------- | ---------- | ---------- | ---------- | ---------- | ---------- | ---------- |
| 27 087 685 | 36 684 948 | 42 070 660 | 48 098 460 | 60 703 206 | 68 616 536 | 76 504 077 | 88 574 614 | 92 337 852 |

En 1960, le gouvernement des Philippines a mené son premier recensement de la population depuis l'indépendance, obtenant un chiffre de 27 087 685, chiffre continuant à croître fortement au fil des enquêtes successives.
En 2014, les Philippines deviennent le 12e pays au monde à franchir le seuil des 100 millions d'habitants.
Les tentatives visant à introduire des lois incitatives visant à réduire le taux de croissance de la population se sont systématiquement heurtées à l'opposition de l'Église catholique, la religion dominante du pays.

## Fécondité
En 2017, le taux de fécondité aux Philippines s'élève à 2,7 enfants par femme. En 2022, il est estimé à 1,9 enfant par femme.
|               | 2003 | 2008 | 2013 | 2017 |
| ------------- | ---- | ---- | ---- | ---- |
| Milieu urbain | 3,0  | 2,8  | 2,6  | 2,4  |
| Milieu rural  | 4,3  | 3,8  | 3,5  | 2,9  |
| Total         | 3,5  | 3,3  | 3,0  | 2,7  |

La région ayant le taux de fécondité le plus élevé du pays est la péninsule de Zamboanga avec 3,6 enfants par femme en 2017, le plus faible taux a quant à lui été enregistré à Manille avec 1,9 enfant par femme.

## Migrations
En 2020, les Philippines ont un solde migratoire négatif de -41,9 milliers.

## Langues
Il y a entre 120 et 170 langues parlées dans le pays et la plupart d'entre elles présentent plusieurs variétés ou dialectes. Elles appartiennent presque toutes au rameau dit « philippin » de la branche malayo-polynésienne des langues austronésiennes. Depuis les années 1930, le gouvernement a encouragé l'utilisation de la langue nationale fondée sur le tagalog.
L'anglais est considéré comme une langue officielle à des fins de communication et d'enseignement. Il est largement parlé et compris. L'espagnol, autre langue non autochtone des anciens colonisateurs est en perte de reconnaissance. Le chavacano est une sorte de créole espagnol.
Malgré une grande diversité de langues, les Philippines ont l'un des taux d'alphabétisation les plus élevés de l'Asie du Sud-Est et de la zone Pacifique. Environ 90 % de la population de plus de 10 ans est capable de lire et d'écrire. Les Philippins sont généralement bilingues.

## Religion
80 % de la population philippine est catholique, y compris 2 000 000 adhérents de l'Église indépendante des Philippines. Cette situation est due aux 300 ans de colonisation espagnole au cours desquels la puissance coloniale a réussi à convertir la majorité de la population. Les Philippines sont ainsi le plus grand pays catholique d'Asie. 9 % sont protestants et 5 % musulmans, ces derniers principalement sur les îles de Mindanao, Sulu et Jolo.